# Hermann Müller (Thurgau)
Hermann Müller (21 de octubre de 1850 - 18 de enero de 1927) fue un micólogo, botánico, agrónomo, fisiólogo vegetal y enólogo suizo, del Cantón de Turgovia (Thurgau), Suiza.
Durante su trabajo para la Instituto de Mejoramiento de la Grapa en Geisenheim, crea el Müller-Thurgau en 1882, variedad blanca de uva de alta importancia en tecnología de vinificación, y la más importante estirpe de los últimos 125 años.

## Genealogía y desarrollo de la cepa Müller-Thurgau
- A partir de 1882 : tentativas de cruzamientos en el laboratorio de estudios Geisenheim por Hermann Müller
- A partir de 1890 : preverificación de las nuevas cepas
- 1891 mudanza de Hermann Mueller a Wädenswil (Suiza) : 150 clones de Geisenheimer se envían a Suiza
- 1892-1893: cultivo de los clones en Suiza
- 1894: plantación de 73 tipos del país : Riesling × Silvaner porta la cruza N.º 58
- 1897: aumento de la madera de los clones por la montura tipo agrafe (Wädenswil)
- 1901: primeros injertos en la viña de soporte
- 1903: se hacen las primeras instalaciones de producción del nuevo tipo
- 1906-1907: instalación de ensayos de 894 Riesling × Silvaner, perfeccionadas en 7 viñaas de soporte
- 1908: distribución de 22.000 viñas de injerto en Suiza y el extranjero
- 1913 primer repatriamiento de 100 viñas por Alemania, por Dern y la utilización del diseño de tipo Müller-Thurgau-Rebe
- 1920-1930: establecimiento de las instalaciones de ensayos en todos los sectores de viticultura alemana, así como de selecciones por Fuess
- 1938: examen de resultados de cultivo en congreso Müller-Thurgau en Alzey
- Después de 1945, se planta mucho para reconstruir y readaptar
- 1956: registro jurídico
- 1969: Müller-Thurgau registra en la lista de tipos de cepas
- 1970: tipo recomendado en todos los sectores de viticultura clasificada de Alemania
- El Müller-Thurgau penetra desde 1975 y llega a primer puesto por expansión de superficie
- A partir 1980 de aumento como clones del tipo Müller-Thurgau, plantas certificadas y de base Müller

## Algunas publicaciones
Von Müller realizó unas 330 publicaciones: de la Fisiología (103), Fitopatología (85), Rebzüchtung (7!), Fermentaciones (111), otras (24). entre ellas:
- Über Zuckeranhäufung an Pflanzenteilen in Folge niederer Temperatur ("Acerca de la acumulación de azúcar en partes de plantas a consecuencia de temperatura baja") 1882
- Edelfäule der Trauben (Rusticidad de viñas) 1887
- Über das Gefrieren und Erfrieren der Pflanzen (" Acerca del congelado y dscongelado de plantas") 1879
- Die Herstellung unvergorener und alkoholfreier Obst- und Traubenweine (" De la producción de vinos nofermentados y libres de alcohol y de vinos grapa") 1896
- Abhängigkeit der Entwicklung der Traubenbeeren von der Entwicklung der Samen ("Dependencia del desarrollo de uvas en el desarrollo de semillas") 1897
- Der Rote Brenner des Weinstockes ("Destilación de tintos en el vino grapa") 1903
- Bakterienblasen (Bacteriocysten) (1908)
- Bakterien im Wein (Bacterias en el vino) 1913

- La abreviatura «Müll.-Thurg.» se emplea para indicar a Hermann Müller como autoridad en la descripción y clasificación científica de los vegetales.[2]